# Copa da Liga Inglesa de 2022–23
A Copa da Liga Inglesa de 2022–23 (2022-23 EFL Cup), foi a 63ª edição do torneio, também conhecida por Carabao Cup por motivos de patrocínio. A competição é aberta a todos os clubes participantes da Premier League e da English Football League.
O vencedor da competição se classifica para a rodada de play-offs da edição posterior da Liga Conferência Europa da UEFA.
O Liverpool defendia seu título de atual campeão, após derrotar o Chelsea nas penalidades e somar 9 títulos da copa na temporada anterior, mas foram eliminados pelo Manchester City na quarta rodada.
O Manchester United foi o campeão após derrotar o Newcastle por 2-0, no dia 26 de fevereiro de 2023. O time volta a vencer a Copa da Liga após 6 temporadas.

## Participantes
Todos os 92 clubes na Premier League e na Liga Inglesa de Futebol na temporada participam da Copa da Liga Inglesa desta temporada. As vagas são distribuídas através do top 4 ligas do sistema de ligas do futebol inglês.
Na primeira rodada, 22 dos 24 clubes da EFL Championship, e todos da EFL League One e da EFL League Two entram.
Na rodada seguinte, os dois clubes restantes da EFL Championship, os clubes que terminaram em 18º e 19º na Premier League 2021-22 (Burnley e Watford), e os clubes da Premier League que não estejam disputando competições europeias entram.
|                             | Clubes que entram nessa rodada                                                                                  | Clubes que avançaram da rodada anterior | Nº de jogos     | Data                                          |
| --------------------------- | --- | --------------------------------------- | --------------- | --------------------------------------------- |
| 1ª rodada (70 clubes)       | - 24 clubes da EFL League Two - 24 clubes da EFL League One - 22 Clubes da EFL Championship                     | - N/A                                   | 35              | 8 de agosto de 2022                           |
| 2ª rodada (50 clubes        | - 2 clubes da EFL Championship - 13 clubes da Premier League (que não estejam disputando competições europeias) | - 35 vencedores da rodada anterior      | 25              | 22 de agosto de 2022                          |
| 3ª rodada (32 clubes)       | - 7 clubes da Premier League (envolvidos em competições europeias)                                              | - 25 vencedores da rodada anterior      | 16              | 7 de novembro de 2022                         |
| 4ª rodada (16 clubes)       | - N/A | - 16 vencedores da rodada anterior      | 8               | 19 de dezembro de 2022                        |
| Quartas-de-final (8 clubes) | - N/A | - 8 vencedores da rodada anterior       | 4               | 9 de janeiro de 2023                          |
| Semi-finais (4 clubes)      | - N/A | - 4 vencedores das quartas-de-final     | 4 (ida e volta) | 23 de janeiro de 2023 e 30 de janeiro de 2023 |
| Final                       | - N/A | - 2 vencedores das semi-finais          | 1               | 26 de fevereiro de 2023                       |

## Primeira rodada
No total, 70 clubes jogaram a primeira rodada: 24 da League Two (4º divisão) e da League One (3º divisão), e 22 da Championship (2º divisão). O sorteio para esta fase foi dividido em uma base geográfica em seções "norte" e "sul". As equipes foram sorteadas contra uma equipe da mesma seção.

### Seção Norte
| Data e horário                   | Mandante             | Placar            | Visitante         | Local                                 |
| -------------------------------- | -------------------- | ----------------- | ----------------- | ------------------------------------- |
| 9 de agosto de 2022 16:30 UTC-3  | Shrewsbury Town      | 3-2               | Carlisle United   | New Meadow, Shrewsbury                |
| 9 de agosto de 2022 16:45 UTC-3  | Accrington Stanley   | 2-2 (11-12) (pen) | Tranmere Rovers   | Crown Ground, Accrington              |
| 9 de agosto de 2022 16:45 UTC-3  | Blackpool            | 0-0 (3-4) (pen)   | Barrow            | Bloomfield Road, Blackpool            |
| 9 de agosto de 2022 16:45 UTC-3  | Bolton Wanderers     | 5-1               | Salford City      | University of Bolton Stadium, Horwich |
| 9 de agosto de 2022 16:45 UTC-3  | Bradford City        | 2-1               | Hull City         | Valley Parade, Bradford               |
| 9 de agosto de 2022 16:45 UTC-3  | Doncaster Rovers     | 0-3               | Lincoln City      | Eco-Power Stadium, Doncaster          |
| 9 de agosto de 2022 16:45 UTC-3  | Fleetwood Town       | 1-0               | Wigan Athletic    | Highbury Stadium, Fleetwood           |
| 9 de agosto de 2022 16:45 UTC-3  | Grimsby Town         | 4-0               | Crewe Alexandra   | Blundell Park, Grimsby                |
| 9 de agosto de 2022 16:45 UTC-3  | Harrogate Town       | 0-1               | Stockport County  | Wetherby Road, Harrogate              |
| 9 de agosto de 2022 16:45 UTC-3  | Huddersfield Town    | 1-4               | Preston North End | John Smith's Stadium, Huddersfield    |
| 9 de agosto de 2022 16:45 UTC-3  | Mansfield Town       | 1-2               | Derby County      | One Call Stadium, Mansfield           |
| 9 de agosto de 2022 16:45 UTC-3  | Morecambe            | 0-0 (5-3) (pen)   | Stoke City        | Mazuma Stadium, Morecambe             |
| 9 de agosto de 2022 16:45 UTC-3  | Rochdale             | 2-0               | Burton Albion     | Spotland Stadium, Rochdale            |
| 10 de agosto de 2022 16:45 UTC-3 | Blackburn Rovers     | 4-0               | Hartlepool United | Ewood Park, Blackburn                 |
| 10 de agosto de 2022 16:45 UTC-3 | Middlesbrough        | 0-1               | Barnsley          | Riverside Stadium, Middlesbrough      |
| 10 de agosto de 2022 16:45 UTC-3 | Port Vale            | 1-2               | Rotherham United  | Vale Park, Burslem                    |
| 10 de agosto de 2022 16:45 UTC-3 | Sheffield Wednesday  | 2-0               | Sunderland        | Hillsborough Stadium, Sheffield       |
| 11 de agosto de 2022 17:00 UTC-3 | West Bromwich Albion | 1-0               | Sheffield United  | The Hawthorns, West Bromwich          |

### Seção Sul
| Data e horário                   | Mandante            | Placar         | Visitante           | Local                               |
| -------------------------------- | ------------------- | -------------- | ------------------- | ----------------------------------- |
| 2 de agosto de 2022 16:45 UTC-3  | Cambridge United    | 1-0            | Millwall            | Abbey Stadium, Cambridge            |
| 9 de agosto de 2022 16:45 UTC-3  | AFC Wimbledon       | 0-2            | Gillingham          | Plough Lane, Merton                 |
| 9 de agosto de 2022 16:45 UTC-3  | Cardiff City        | 0-3            | Portsmouth          | Cardiff City, Cardiff               |
| 9 de agosto de 2022 16:45 UTC-3  | Charlton Athletic   | 1-1(5-3) (pen) | Queens Park Rangers | The Valley, Charlton                |
| 9 de agosto de 2022 16:45 UTC-3  | Cheltenham Town     | 0-7            | Exeter City         | Whaddon Road, Cheltenham            |
| 9 de agosto de 2022 16:45 UTC-3  | Crawley Town        | 1-0            | Bristol Rovers      | Broadfield Stadium, Crawley         |
| 9 de agosto de 2022 16:45 UTC-3  | Forest Green Rovers | 2-0            | Leyton Orient       | The New Lawn, Nailsworth            |
| 9 de agosto de 2022 16:45 UTC-3  | Ipswich Town        | 0-1            | Colchester United   | Portman Road, Ipswich               |
| 9 de agosto de 2022 16:45 UTC-3  | Luton Town          | 2-3            | Newport County      | Kenilworth Road, Luton              |
| 9 de agosto de 2022 16:45 UTC-3  | Milton Keynes Dons  | 1-0            | Sutton United       | Stadium MK, Bletchley               |
| 9 de agosto de 2022 16:45 UTC-3  | Northampton Town    | 1-2            | Wycombe Wanderers   | Sixfields Stadium, Northampton      |
| 9 de agosto de 2022 16:45 UTC-3  | Norwich City        | 2-2(4-2) (pen) | Birmingham City     | Carrow Road, Norwich                |
| 9 de agosto de 2022 16:45 UTC-3  | Oxford United       | 2-2(5-3) (pen) | Swansea City        | Kassam Stadium, Oxford              |
| 9 de agosto de 2022 16:45 UTC-3  | Walsall             | 2-0            | Swindon Town        | Bescot Stadium, Walsall             |
| 9 de agosto de 2022 17:00 UTC-3  | Reading             | 1-2            | Stevenage           | Select Car Leasing Stadium, Reading |
| 10 de agosto de 2022 16:45 UTC-3 | Coventry City       | 1-4            | Bristol City        | Pirelli Stadium, Burton upon Trent  |
| 10 de agosto de 2022 16:45 UTC-3 | Plymouth Argyle     | 0-2            | Peterborough United | Home Park, Plymouth                 |

## Segunda Rodada
No total, 50 clubes jogaram a segunda rodada: os 35 vencedores da rodada anterior, 2 clubes da EFL Championship (2ª divisão) que não entraram na primeira rodada, e 13 clubes da Premier League que não estejam disputando competições europeias. O sorteio para esta fase foi dividido em uma base geográfica em seções "norte" e "sul". As equipes foram sorteadas contra uma equipe da mesma seção.

### Seção Norte
| Data e horário                   | Mandante                | Placar          | Visitante            | Local                                 |
| -------------------------------- | ----------------------- | --------------- | -------------------- | ------------------------------------- |
| 23 de agosto de 2022 16:30 UTC-3 | Sheffield Wednesday     | 3-0             | Rochdale             | Hillsborough Stadium, Sheffield       |
| 23 de agosto de 2022 16:30 UTC-3 | Shrewsbury Town         | 0-1             | Burnley              | New Meadow, Shrewsbury                |
| 23 de agosto de 2022 16:45 UTC-3 | Barrow                  | 2-2(1-3) (pen)  | Lincoln City         | Holker Stadium, Cumbria               |
| 23 de agosto de 2022 16:45 UTC-3 | Bolton Wanderers        | 1-4             | Aston Villa          | University of Bolton Stadium, Horwich |
| 23 de agosto de 2022 16:45 UTC-3 | Bradford City           | 1-2             | Blackburn Rovers     | Valley Parade, Bradford               |
| 23 de agosto de 2022 16:45 UTC-3 | Derby County            | 1-0             | West Bromwich Albion | Pride Park Stadium, Derby             |
| 23 de agosto de 2022 16:45 UTC-3 | Fleetwood Town          | 0-1             | Everton              | Highbury Stadium, Fleetwood           |
| 23 de agosto de 2022 16:45 UTC-3 | Grimsby Town            | 0-3             | Nottingham Forest    | Blundell Park, Grimsby                |
| 23 de agosto de 2022 16:45 UTC-3 | Rotterham United        | 0-1             | Morecambe            | New York Stadium, Rotterham           |
| 23 de agosto de 2022 16:45 UTC-3 | Stockport County        | 0-0 (1-3) (pen) | Leicester City       | Edgeley Park, Stockport               |
| 23 de agosto de 2022 16:45 UTC-3 | Wolverhampton Wanderers | 2-1             | Preston North End    | Molineux Stadium, Wolverhampton       |
| 24 de agosto de 2022 16:45 UTC-3 | Leeds United            | 3-1             | Barnsley             | Elland Road, Leeds                    |
| 24 de agosto de 2022 16:45 UTC-3 | Tranmere Rovers         | 1-2             | Newcastle United     | Prenton Park, Birkenhead              |

### Seção Sul
| Data e horário                   | Mandante            | Placar         | Visitante              | Local                                  |
| -------------------------------- | ------------------- | -------------- | ---------------------- | -------------------------------------- |
| 23 de agosto de 2022 16:00 UTC-3 | Walsall             | 0-1            | Charlton Athletic      | Bescot Stadium, Walsall                |
| 23 de agosto de 2022 16:45 UTC-3 | Cambridge United    | 0-3            | Southampton            | Abbey Stadium, Cambridge               |
| 23 de agosto de 2022 16:45 UTC-3 | Colchester United   | 0-2            | Brentford              | JobServe Community Stadium, Colchester |
| 23 de agosto de 2022 16:45 UTC-3 | Crawley Town        | 2-0            | Fulham                 | Broadfield Stadium, Crawley            |
| 23 de agosto de 2022 16:45 UTC-3 | Gillingham          | 0-0(6-5) (pen) | Exeter City            | Priestfield Stadium, Gillingham        |
| 23 de agosto de 2022 16:45 UTC-3 | Newport County      | 3-2            | Portsmouth             | Rodney Parade, Newport                 |
| 23 de agosto de 2022 16:45 UTC-3 | Norwich City        | 2-2(3-5) (pen) | Bournemouth            | Carrow Road, Norwich                   |
| 23 de agosto de 2022 16:45 UTC-3 | Oxford United       | 0-2            | Crystal Palace         | Kassam Stadium, Oxford                 |
| 23 de agosto de 2022 16:45 UTC-3 | Stevenage           | 1-0            | Peterborough United    | Lamex Stadium, Stevenage               |
| 23 de agosto de 2022 16:45 UTC-3 | Watford             | 0-2            | Milton Keynes Dons     | Vicarage Road, Watford                 |
| 23 de agosto de 2022 16:45 UTC-3 | Forest Green Rovers | 0-3            | Brighton & Hove Albion | The New Lawn, Nailsworth               |
| 23 de agosto de 2022 16:45 UTC-3 | Wycombe Wanderers   | 1-3            | Bristol City           | Adams Park, Wycombe                    |

## Terceira Rodada
No total, 32 clubes jogaram a terceira rodada. Arsenal, Chelsea, Liverpool, Manchester City, Manchester United, Tottenham Hotspur e West Ham United entraram nesta rodada devido às suas participações na Liga dos Campeões da UEFA de 2022-23, na Liga Europa da UEFA de 2022-23 e na Liga Conferência Europa da UEFA de 2022-23. O sorteio desta rodada foi realizado no dia 24 de agosto de 2022 e ela consiste em 19 clubes da Premier League, 3 da EFL Championship, 6 da EFL League One e 4 da EFL League Two. As chaves estavam programadas para serem disputadas na semana que inicia em 7 de novembro de 2022.
| Data e horário                    | Mandante                | Placar          | Visitante              | Local                                |
| --------------------------------- | ----------------------- | --------------- | ---------------------- | ------------------------------------ |
| 8 de novembro de 2022 16:45 UTC-3 | Leicester City          | 3-0             | Newport County         | King Power Stadium, Leicester        |
| 8 de novembro de 2022 16:45 UTC-3 | Bournemouth             | 4-1             | Everton                | Vitality Stadium, Bournemouth        |
| 8 de novembro de 2022 16:45 UTC-3 | Burnley                 | 3-1             | Crawley Town           | Turf Moor, Burnley                   |
| 8 de novembro de 2022 16:45 UTC-3 | Bristol City            | 1-3             | Lincoln City           | Ashton Gate Stadium, Bristol         |
| 8 de novembro de 2022 16:45 UTC-3 | Stevenage               | 1-1(4-5) (pen)  | Charlton Athletic      | Lamex Stadium, Stevenage             |
| 8 de novembro de 2022 16:45 UTC-3 | Milton Keynes Dons      | 2-0             | Morecambe              | Stadium MK, Bletchley                |
| 8 de novembro de 2022 16:45 UTC-3 | Brentford               | 1-1(5-6) (pen)  | Gillingham             | Gtech Community Stadium, Londres     |
| 9 de novembro de 2022 16:45 UTC-3 | West Ham United         | 2-2(9-10) (pen) | Blackburn Rovers       | London Stadium, Londres              |
| 9 de novembro de 2022 16:45 UTC-3 | Nottingham Forest       | 2-0             | Tottenham Hotspur      | City Ground, Nottingham              |
| 9 de novembro de 2022 16:45 UTC-3 | Newcastle United        | 0-0(3-2) (pen)  | Crystal Palace         | St. James' Park, Newcastle upon Tyne |
| 9 de novembro de 2022 16:45 UTC-3 | Southampton             | 1-1(6-5) (pen)  | Sheffield Wednesday    | St. Mary's, Southampton              |
| 9 de novembro de 2022 16:45 UTC-3 | Arsenal                 | 1-3             | Brighton & Hove Albion | Emirates Stadium, Londres            |
| 9 de novembro de 2022 16:45 UTC-3 | Wolverhampton Wanderers | 1-0             | Leeds United           | Molineux Stadium, Wolverhampton      |
| 9 de novembro de 2022 17:00 UTC-3 | Liverpool               | 0-0(3-2) (pen)  | Derby County           | Anfield, Liverpool                   |
| 9 de novembro de 2022 17:00 UTC-3 | Manchester City         | 2-0             | Chelsea                | Etihad Stadium, Manchester           |
| 9 de novembro de 2022 17:00 UTC-3 | Manchester United       | 4-2             | Aston Villa            | Old Trafford, Trafford               |

## Quarta rodada
No total, 16 clubes jogaram a quarta rodada. O Gillingham, representante da EFL League Two (4ª divisão), foi o clube de rank mais baixo no sorteio, sorteio esse que foi realizado no dia 10 de novembro de 2022.
| Data e horário                     | Mandante                | Placar         | Visitante              | Local                                |
| ---------------------------------- | ----------------------- | -------------- | ---------------------- | ------------------------------------ |
| 20 de dezembro de 2022 16:45 UTC-3 | Milton Keynes Dons      | 0-3            | Leicester City         | Stadium MK, Bletchley                |
| 20 de dezembro de 2022 16:45 UTC-3 | Wolverhampton Wanderers | 2-0            | Gillingham             | Molineux Stadium, Wolverhampton      |
| 20 de dezembro de 2022 16:45 UTC-3 | Southampton             | 2-1            | Lincoln City           | St. Mary's, Southampton              |
| 20 de dezembro de 2022 16:45 UTC-3 | Newcastle United        | 1-0            | Bournemouth            | St. James' Park, Newcastle upon Tyne |
| 21 de dezembro de 2022 16:45 UTC-3 | Blackburn Rovers        | 1-4            | Nottingham Forest      | Ewood Park, Blackburn                |
| 21 de dezembro de 2022 16:45 UTC-3 | Charlton Athletic       | 0-0(4-3) (pen) | Brighton & Hove Albion | The Valley, Charlton                 |
| 21 de dezembro de 2022 17:00 UTC-3 | Manchester United       | 2-0            | Burnley                | Old Trafford, Trafford               |
| 22 de dezembro de 2022 17:00 UTC-3 | Manchester City         | 3-2            | Liverpool              | Etihad Stadium, Manchester           |

## Quartas-de-final
No total, 8 clubes jogaram as quartas-de-final. O Charlton Athletic representante da EFL League One (3ª divisão) foi o time de rank mais baixo no sorteio e o único clube fora da Premier League.
| Data e horário                    | Mandante          | Placar | Visitante               | Local                                |
| --------------------------------- | ----------------- | ------ | ----------------------- | ------------------------------------ |
| 10 de janeiro de 2023 17:00 UTC-3 | Manchester United | 3-0    | Charlton Athletic       | Old Trafford, Trafford               |
| 10 de janeiro de 2023 17:00 UTC-3 | Newcastle United  | 2-0    | Leicester City          | St. James' Park, Newcastle upon Tyne |
| 11 de janeiro de 2023 16:45 UTC-3 | Nottingham Forest | 1-1    | Wolverhampton Wanderers | City Ground, Nottingham              |
| 11 de janeiro de 2023 17:00 UTC-3 | Southampton       | 2-0    | Manchester City         | St. Mary's, Southampton              |

## Semi-finais
As 4 equipes vencedoras das quartas-de-final, todas da Premier League, se classificam para essa rodada.
| Data e horário                    | Mandante          | Placar | Visitante         | Local                   |
| --------------------------------- | ----------------- | ------ | ----------------- | ----------------------- |
| 24 de janeiro de 2023 17:00 UTC-3 | Nottingham Forest | 0-3    | Manchester United | City Ground, Nottingham |
| 24 de janeiro de 2023 17:00 UTC-3 | Southampton       | 0-1    | Newcastle United  | St. Mary's, Southampton |

| Data e horário                    | Mandante          | Placar | Visitante         | Agregado | Local                                |
| --------------------------------- | ----------------- | ------ | ----------------- | -------- | ------------------------------------ |
| 31 de janeiro de 2023 17:00 UTC-3 | Manchester United | 2-0    | Nottingham Forest | (5-0)    | Old Trafford, Trafford               |
| 31 de janeiro de 2023 17:00 UTC-3 | Newcastle United  | 2-1    | Southampton       | (3-1)    | St. James' Park, Newcastle upon Tyne |

Manchester United e Newcastle United se classificam para a final da Copa da Liga Inglesa 2022-23.

## Final
| Data e horário                      | Mandante          | Placar | Visitante | Local                    |
| ----------------------------------- | ----------------- | ------ | --------- | ------------------------ |
| 26 de fevereiro de 2023 13:30 UTC-3 | Manchester United | 2-0    | Newcastle | Wembley Stadium, Londres |

A partida foi marcada pelo grande público presente de 87.306 torcedores, que faziam a festa das torcidas dos Magpies e dos Red Devils, eles que, por um lado, invadiram Londres na torcida pelo título inédito para o Newcastle United que inicia um projeto, após ser comprado por um fundo de investimento árabe, e por outro lado, encerraria um jejum de 6 anos sem conquistas do Manchester United, em processo de reconstrução após um período difícil desde a aposentadoria de Sir Alex Ferguson.
O Manchester United se sagrou campeão do torneio nesta temporada, após vencer o Newcastle United por 2-0, com gols de Casemiro aos 33' e Marcus Rashford aos 39'.

## Artilharia
Atualizado ao dia 26 de fevereiro de 2023.
| Rank | Jogador         | Clube             | Gols |
| ---- | --------------- | ----------------- | ---- |
| 1    | Marcus Rashford | Manchester United | 6    |
| 2    | Ché Adams       | Southampton       | 5    |
| 3    | Tommy Conway    | Bristol City      | 3    |
| 3    | Andy Cook       | Bradford City     | 3    |
| 3    | Ronan Curtis    | Portsmouth        | 3    |
| 3    | Jamie Vardy     | Leicester City    | 3    |